# Oscar Gallo
Oscar Gallo (Venezia, 1909 – Firenze, 1994) è stato uno scultore, pittore e incisore italiano.

## Biografia
Figlio del fonditore veneziano Luciano Gallo, Oscar arrivò con la famiglia a Prato nel 1918. 
Studiò presso la Scuola d'Arti e Mestieri Leonardo dove apprese i rudimenti del disegno e della pittura; il contatto con l'ambiente culturale del luogo, composto da intellettuali e da artisti che, per spontanea aggregazione, nel 1919 si riunirono intorno a personaggi come Ardengo Soffici, Quinto Martini, Ottone Rosai, Leonetto Tintori ed Elena Berruti. 
Grazie a Mino Maccari, un gruppo di sue xilografie e disegni apparvero sulla rivista «Il Selvaggio». Esordì in una collettiva nella Stanza del Selvaggio, insieme a Quinto Martini.

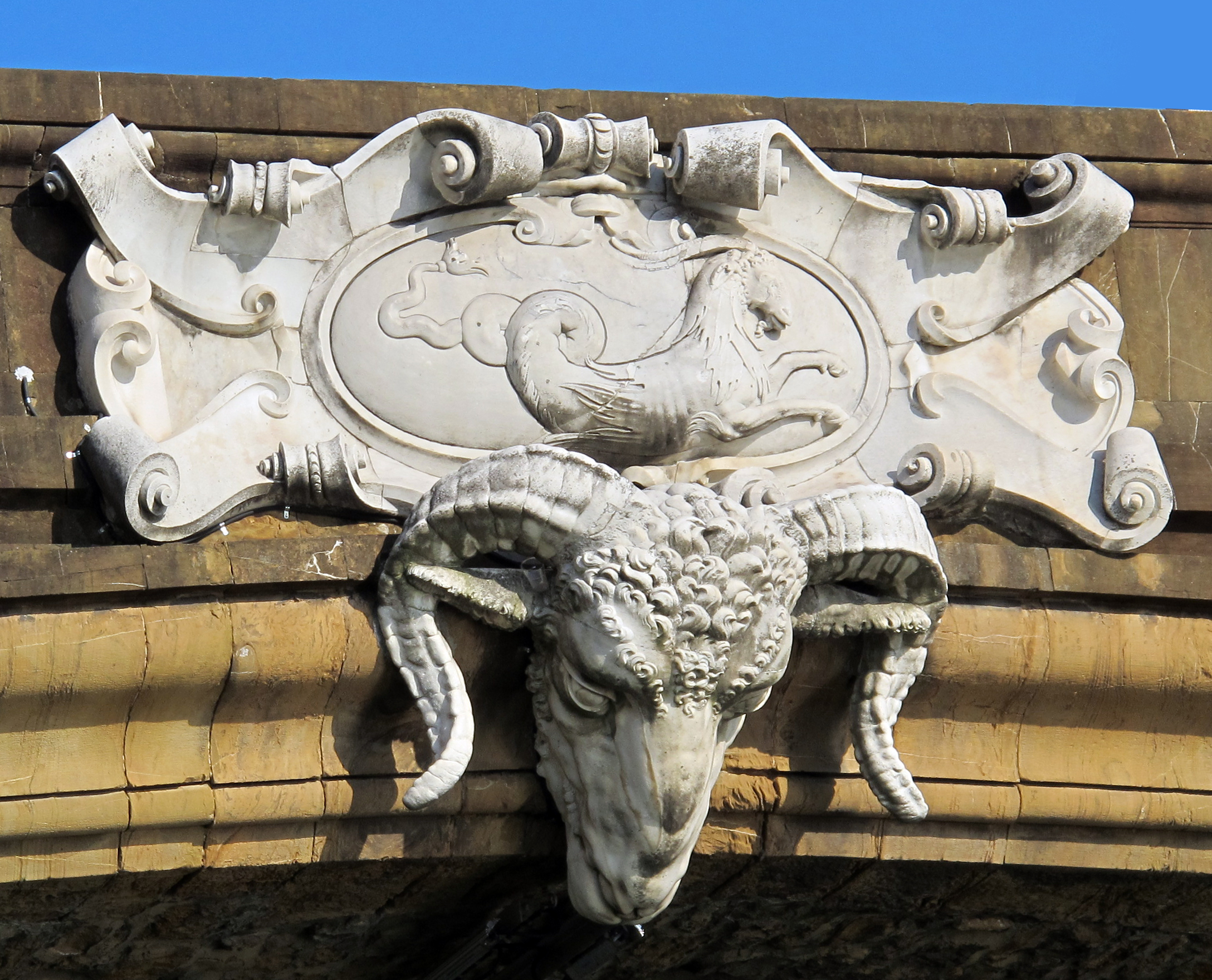
Ponte Santa Trinita, testa di ariete e simbolo del capricorno, emblemi di Cosimo I de' Medici

Fece parte del gruppo che divenne poi la Scuola di Prato, assieme ad Arrigo Del Rigo, Gino Brogi,  Leonetto Tintori, Quinto Martini e Giulio Pierucci. caratterizzato in prevalenza da inquieto frondismo se non da vero e proprio implicito antifascismo.
Nella notte tra il 3 ed il 4 agosto 1944 i tedeschi fecero saltare i ponti di Firenze, compreso Ponte Santa Trinita. Vennero recuperati i frammenti delle decorazioni marmoree, caduti nelle acque dell'Arno, che furono sistemati nel Giardino di Boboli. Gallo partecipò alla ricostruzione in gesso dei modelli delle parti mancanti ai cartigli, alle teste di ariete e al trasferimento dei gessi nel marmo bianco.
Oscar Gallo insegnò al Liceo Artistico di Bologna, poi dal 1945 al Liceo Artistico a Firenze; dopo aver rinunciato nel 1962 al ruolo di Accademico Onorario ottenne nel 1963 la cattedra di Scultura diventando poi direttore dell'Accademia di belle arti di Firenze che nel 2012 gli ha dedicato una retrospettiva, nella Sala delle Esposizioni dell´Accademia delle Arti del Disegno, in via Ricasoli, 68. 
Nel 1947 fondò il movimento Nuovo umanesimo assieme a Quinto Martini, Onofrio Martinelli, Ugo Capocchini, Emanuele Cavalli ed Giovanni Colacicchi, volendo sostenere la figuratività ed il realismo in contrapposizione all'astrattismo.
Sue opere sono conservate alla Galleria d'arte moderna di Firenze, al Museo civico di Prato e al Museo civico di Torino.

## Esposizioni
L'esordio espositivo è nel 1927 a Firenze, nella prima mostra di Strapaese.
Nel 1938 compì un lungo viaggio di studio in Svizzera e in Germania. Partecipò alle Biennali di Venezia nel 1930, 1934, 1936 e 1940 (edizione in cui ottenne una sala personale) e alla mostra di Berlino del 1937.
Nel 1946 alla Galleria La Spiga di Milano presentò sue sculture, tra le quali Patrizia (1945), una delle sue opere più note, in cui risulta chiaro il carattere discreto dell'artista. Ottenne nel 1960 il premio Scultura dell'Accademia di San Luca, diventandone accademico nel 1970.
Partecipazione alla Quadriennale di Roma nel:
- 1931[10]
- 1935[11] con due Ritratto di fanciulla e Giulietta
- 1939[12] con Caterina
- 1943[13] con Nudo
- 1951/52[14] con Nudo seduto, Anna, Luisa, Autoritratto e Nudo in piedi (che si notano per la sensibilità, la finezza e l'intensità di espressione) ed alla conseguente Mostra degli artisti premiati alla VI Quadriennale nazionale d'arte di Roma tenutesi a Pisa, al Museo nazionale di San Matteo (16-30 giugno 1952)[15] e alla Pinacoteca Nazionale (26 luglio-settembre 1953)[16]
- 1955/56[17] con Ritratto di Giorgina
- 1965/66[18]
- 1972[19] con Figura n. 3 e Ritratto di Maria

oltre ad esporvi Ritratto di Mario, Piccola azione, Testa di bambina, Nudino disteso, Nudino, Nudino seduto, Busto di donna.
Partecipò inoltre a:
- Exposition des lauréats de la VIème Quadriennale d'art de Rome,  Bordeaux, Galérie des beaux arts, 10-20 gennaio 1953
- Scultura italiana contemporanea (Kleinplastiek uit Italie), L'Aja, Madurodam, 15 giugno-8 agosto 1965
- Scultori italiani di oggi (Mostra del bronzetto italiano contemporaneo), Il Cairo, Saloni dell'Hotel Semiramis, 19 novembre-2 dicembre 1969
- Escultores italianos (Mostra del bronzetto italiano contemporaneo), Lisbona, Galeria de exposicoes temporarias da Fundacao Calouste Gulbenkian, 3 marzo-11 aprile 1970
- Moderne Italienische Bildhauer (Mostra del bronzetto italiano contemporaneo), Hannover, Kunstverein, 23 maggio- giugno 1970
- Scultori italiani contemporanei (Mostra del bronzetto italiano contemporaneo), Firenze, Galleria La Gradiva, 21 novembre-15 dicembre 1970
- Scultori italiani contemporanei (Mostra del bronzetto italiano contemporaneo), Budapest, Mucsarnok (Galleria statale d'arte), 16 gennaio-febbraio 1971
- Scultori italiani contemporanei (Mostra del bronzetto italiano contemporaneo), Milano, Palazzo Reale, 17 marzo-19 aprile 1971
- Escultura italiana contemporanea / Bronces (Mostra del bronzetto italiano contemporaneo), Buenos Aires, Museo nacional de bellas artes, 21 giugno-18 luglio 1971
- Contemporary italian sculpture (Mostra del bronzetto italiano contemporaneo), Tokyo, Tohbu Department Store, 27 aprile-9 maggio 1972
- Contemporary italian sculpture (Mostra del bronzetto italiano contemporaneo), Hong Kong, City Museum & Art Gallery, 28 giugno-11 agosto 1974
- Scultori italiani contemporanei - Moderne Italienische Bildhauer (Mostra del bronzetto italiano contemporaneo), Lugano, Villa Malpensata, 8 marzo-27 aprile 1975
- Bronzetto (Mostra del bronzetto italiano contemporaneo), Helsinki, Taidehalli, 3-17 aprile 1976
- Scultori italiani contemporanei (Mostra del bronzetto italiano contemporaneo), La Valletta, Palazzo Magistrale, 2 (1 inaugurazione)-29 maggio 1977.

## Opere
- Busto di Armando Meoni, gesso policromo, 1927 (Municipio di Prato. Galleria dei ritratti)[22]
- Busto di Hainzara, 1933/34, gesso
- Busto di Rosa Giorgi, 1935, bronzo (Palazzo Muzzarelli-Verzoni, Prato)[23]
- Nudo disteso, terracotta, 1939 ca.
- Bambino povero, 1939, bronzo
- Testa di bambino (bambino povero), 1940, bronzo, esposta alla XXII Biennale d'arte di Venezia
- Testa di bambina, 1940, gesso, esposta alla XXII Biennale d'arte di Venezia
- Fanciullo, 1944, gesso dipinto
- Nudo in piedi, 1944, gesso
- Autoritratto, 1945, olio su cartone
- Nudo femminile seduto, 1949, bronzo
- Marta, 1953, esposta alla XVII Esposizione Internazionale d'Arte di Venezia[24]
- Testa di ragazza, 1954, bronzo, Venezia, Galleria d'Arte Moderna a Ca' Pesaro
- Ritratto di Giorgina, 1955, cemento fuso
- Donne al telaio, 1956/57, gesso, bozzetto per i bassorilievi per il Palazzo Inps di Firenze
- La fucina, 1956/57, gesso
- Nudo medio, 1960, cemento fuso
- Ritratto N. 2, 1970, cemento fuso
- Ritratto femminile
- Autoritratto, bronzo
- Ritratto di Corvelia, terracotta
- Nudo, bronzo
- Uomo con cappello, terracotta.